# Diego Gonzalo Chaves
Diego Gonzalo Chaves de Miquelerena (Montevideo, 14 de febrero de 1986) es un exfutbolista uruguayo. Actualmente se desempeña como ayudante de campo del equipo de Reserva en el Sarmiento de la Primera División de Argentina.

## Trayectoria
Su carrera profesional se inició en el año 2004, cuando se unió a Montevideo Wanderers. Allí jugó un total de 93 partidos en los que anotó 27 goles. En julio de 2009, recibió una oferta del Querétaro FC y se mudó a México. Con Querétaro apareció en 15 partidos y marcó 4 goles.
Diego marcó sus dos primeros goles de Querétaro mientras jugaba contra Jaguares, con un resultado final de 2-2. Su tercer gol fue contra Monterrey, pero el equipo perdió el juego 3-1. En diciembre de 2009 fue trasladado a Veracruz, un club que estaba buscando para volver a la máxima división en México. Regresó a Uruguay con Nacional en 2010.
En febrero de 2011, Chaves firmó con Chicago Fire de la Major League Soccer. Hizo su debut y anotó su primer gol con su nuevo club el 19 de marzo de 2011 en el empate 1-1 de Chicago con el FC Dallas en el día de apertura de la temporada. Chaves anotó en cada uno de los próximos dos partidos, una victoria por 3-2 contra Sporting Kansas City 26 de marzo de 2011 y una derrota por 2-1 ante Seattle Sounders el 9 de abril de 2011 para convertirse en el primer jugador en la historia del club para anotar goles en cada uno de sus tres primeros partidos de liga para el equipo. Chaves terminó la campaña 2011 con siete goles y tres asistencias en todas las competiciones, ayudando al equipo a su primera aparición en el de EE. UU. Lamar Hunt Open Cup final desde 2006 donde finalmente cayeron 2-0 ante Seattle Sounders. 
En 2012 ficha en el fútbol chileno por el club Palestino y se convierte en el goleador y una de las máximas figuras del equipo llegando a marcar la suma de 20 tantos hasta su salida del club.
En enero de 2014 es cedido a préstamo al club O'Higgins de Rancagua. Con el club ganó la Supercopa de Chile 2014 en un partido contra Deportes Iquique donde consigue su primer título oficial en el profesionalismo. En enero de 2015 vuelve a Palestino el club dueño de su pase. A mediados de 2015 deja Chile y ficha por Sarmiento de Junín, Argentina.
Sus últimos años como futbolista transcurrieron en el Club Atlético Villa Belgrano de la ciudad de Junín, Buenos Aires, Argentina. Con la institución, participó de la edición 2022/23 del Torneo Regional Federal Amateur, disputó la edición 2021 del Torneo de la Federación de Fútbol Bonaerense Pampeana, y obtuvo los torneos Apertura 2021 y Nocturno 2022/23 de la Liga Deportiva del Oeste antes de anunciar su retiro.
Actualmente se desempeña como ayudante de campo del plantel de reserva del Club Atlético Sarmiento de la ciudad de Junín, Buenos Aires, Argentina.

## Clubes
| Club                   | País           | Año         | Partidos | Goles |
| ---------------------- | -------------- | ----------- | -------- | ----- |
| Montevideo Wanderers   | Uruguay        | 2004 - 2008 | 93       | 30    |
| Querétaro              | México         | 2009        | 15       | 4     |
| Veracruz               | México         | 2010        | 9        | 1     |
| Nacional               | Uruguay        | 2010        | 10       | 1     |
| Chicago Fire           | Estados Unidos | 2011        | 33       | 7     |
| Palestino              | Chile          | 2012 - 2013 | 58       | 28    |
| O'Higgins              | Chile          | 2014        | 38       | 9     |
| Palestino              | Chile          | 2015        | 18       | 8     |
| Sarmiento J.           | Argentina      | 2016        | 25       | 4     |
| San Martín de San Juan | Argentina      | 2016 - 2017 | 16       | 2     |
| San Luis de Quillota   | Chile          | 2017        | 10       | 1     |
| Arsenal                | Argentina      | 2018        | 12       | 2     |
| Deportivo Morón        | Argentina      | 2018 - 2019 | 0        | 0     |
| Sarmiento (Junín)      | Argentina      | 2019 - 2021 | 2        | 0     |
| Villa Belgrano (Junín) | Argentina      | 2021 - 2023 |          | 14    |

### Campeonatos nacionales
| Título             | Club      | País  | Año  |
| ------------------ | --------- | ----- | ---- |
| Supercopa de Chile | O'Higgins | Chile | 2014 |

### Distinciones individuales
| Distinción                     | Año  |
| ------------------------------ | ---- |
| Mejor Jugador del Año en Chile | 2012 |